# Allons (Alpes-de-Haute-Provence)
Allons ist eine französische Gemeinde mit 125 Einwohnern (Stand 1. Januar 2022) im Département Alpes-de-Haute-Provence in der Region Provence-Alpes-Côte d’Azur. Sie gehört zum Arrondissement Castellane sowie zum Kanton Castellane und ist Mitglied im Gemeindeverband Alpes Provence Verdon.

## Geographie
Die Gemeinde liegt in den französischen Seealpen rund 60 Kilometer nordwestlich von Nizza und 30 Kilometer südöstlich von Digne-les-Bains im Regionalen Naturpark Verdon. Nachbargemeinden sind Thorame-Haute im Norden, Méailles im Nordosten, Le Fugeret im Osten, Annot im Südosten, Vergons im Süden, Angles Im Südwesten, Saint-André-les-Alpes im Westen und La Mure-Argens im Nordwesten.
Allons ist eine klassische Berggemeinde, die an der Gemeindegrenze von Höhenzügen umgeben ist, die alle am Talschluss zum Pic de Chamatte (1879 m) kulminieren. Das Tal wird vom Flüsschen Ivoire mit seinen Quellbächen entwässert, das an der nordwestlichen Gemeindegrenze in den Verdon mündet. Zur Gemeinde gehören die Weiler Vauclause, La Moutière, La Forêt und der Gemeindehauptort Allons.

### Verkehrsanbindung
Die Gemeinde liegt abseits überregionaler Verkehrsverbindungen. Die nächstgelegene Durchzugsstraße ist die Departementsstraße D9 55 im Verdontal, von der die D 52 abzweigt und das Tal von Allons verkehrstechnisch versorgt. Ebenfalls im Verdontal verläuft die Schmalspurbahn Chemins de fer de Provence, die von Nizza nach Digne-les-Bains führt und nahe beim Weiler Vauclause die Haltestelle "Allons-Argens" hat.

## Bevölkerungsentwicklung
| Jahr      | 1968 | 1975 | 1982 | 1990 | 1999 | 2008 | 2012 |
| Einwohner | 64   | 65   | 62   | 73   | 81   | 131  | 142  |

## Persönlichkeiten
- Joseph de Richery (1757–1798), Seeoffizier, geboren in Allons
- Charles-Alexandre de Richery (1759–1830), Bischof von Fréjus, Erzbischof von Aix-en-Provence, geboren in Allons